# Nate Mendel

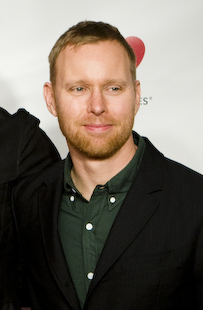
Mendel 2009

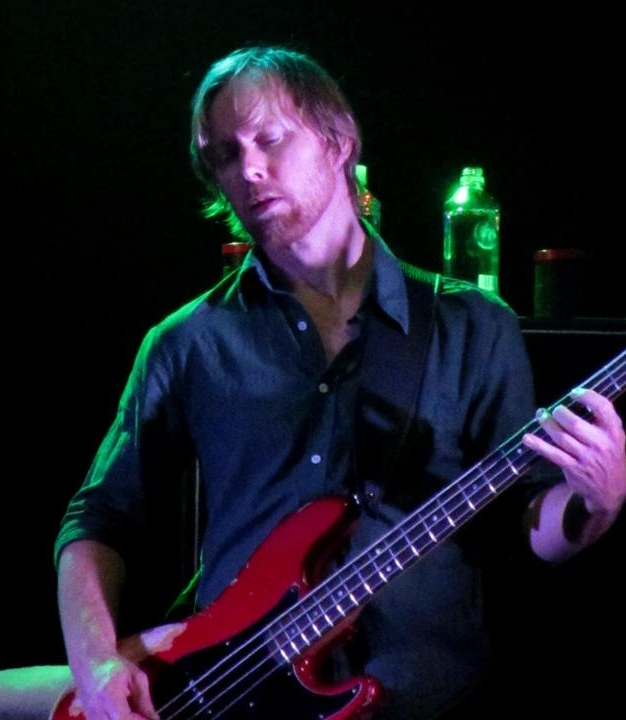
Mendel 2011

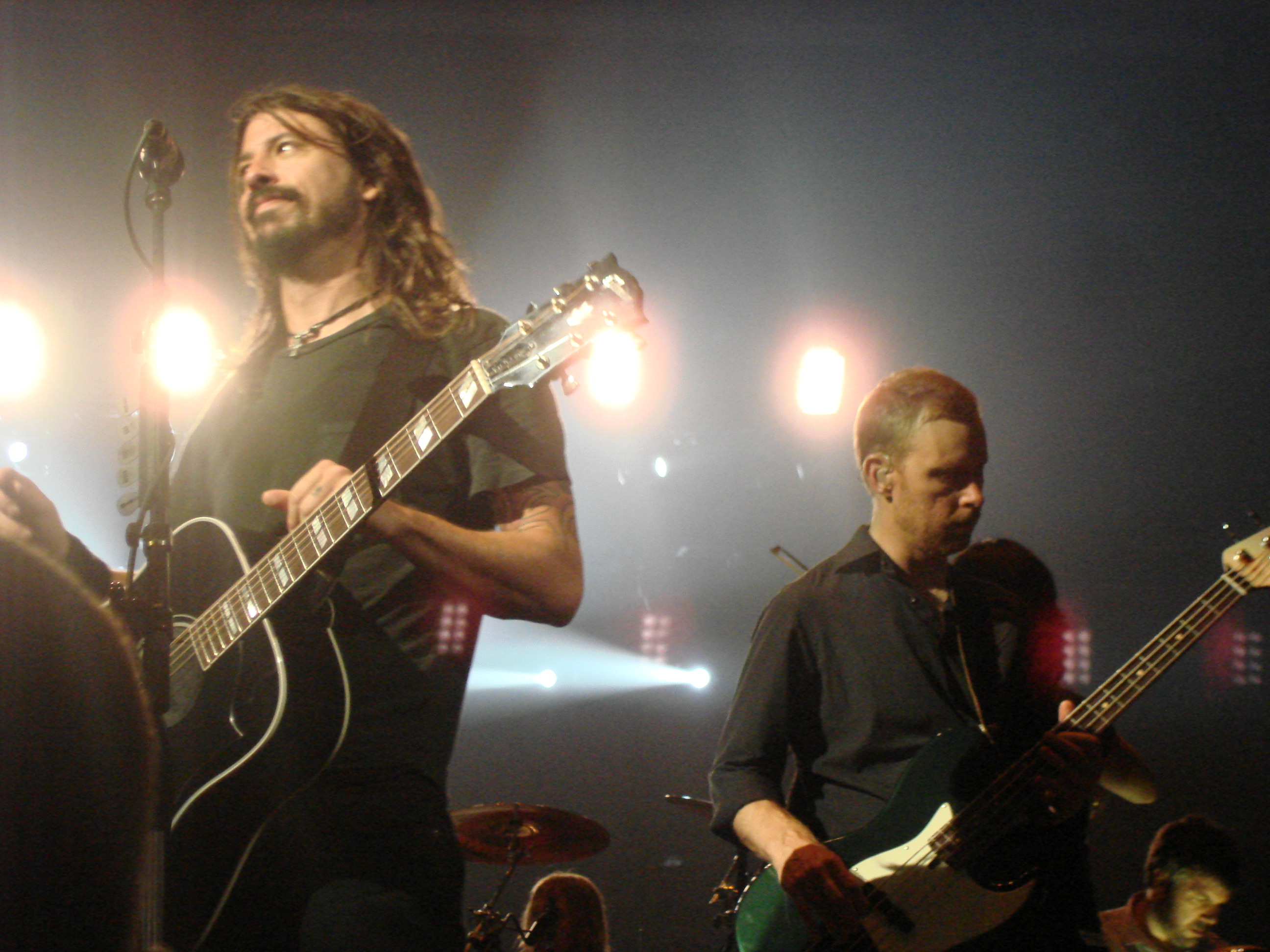
Mendel (rechts) mit Dave Grohl (2008)

Nathan Gregor „Nate“ Mendel (* 2. Dezember 1968 in Richland, Washington) ist ein US-amerikanischer Rockmusiker, der insbesondere als Bassist der Bands Sunny Day Real Estate und Foo Fighters bekannt wurde. Außerdem ist er in den Bands The Jealous Sound, Juno und The Fire Theft tätig.

## Laufbahn
Mendel wurde 1968 in Richland, einer Kleinstadt im US-Bundesstaat Washington, geboren. Sein erstes Instrument war die Violine, bevor er mit 13 Jahren Bass lernte, um einer Band beizutreten. Er konzentrierte sich auf Punkrock und besuchte in Richland stattfindende Konzerte von verschiedenen DIY-Punkbands wie Scream. Mendel brachte sich das Bassspielen hauptsächlich selbst bei und orientierte sich dabei an Hardcore-Punk-Bands wie Minor Threat, Black Flag und Bad Brains.
Mendels erste "richtige" Bands waren die Hardcore-Band Diddley Squat, die Straight-Edge-Band Brotherhood und Christ on a Crutch. Nachdem er an der University of Washington Dan Hoerner getroffen hatte, gründete er zusammen mit Hoerner und William Goldsmith 1992 die Emo-Band Sunny Day Real Estate. Nachdem sich Sunny Day Real Estate 1995 getrennt hatten, schloss er sich Dave Grohls Band an, den Foo Fighters. Als sich 1997 Sunny Day Real Estate wiedervereinigten, um ein Jahr darauf ein weiteres Album zu veröffentlichen, sagte Mendel ab und blieb – im Gegensatz zu seinem Kollegen William Goldsmith – bei den Foo Fighters.
2001 arbeitete er mit der Indie-Rock-Band Juno zusammen; 2003 wirkte er während einer Pause der Foo Fighters am Debütalbum der Band The Fire Theft mit, an der auch die Sunny-Day-Real-Estate-Mitglieder Jeremy Enigk und William Goldsmith beteiligt waren.
2005 war Mendel erstmals als Schauspieler in einem Film zu sehen: In dem Independent-Film Our Burden Is Light spielt er an der Seite seiner Freundin Jessica Ballard ein Mitglied der fiktiven Band Bleeder. Auch für den Soundtrack dieses Films war Mendel verantwortlich.
Als sich Sunny Day Real Estate 2009 nochmals wiedervereinigten, war auch Mendel Teil der Band.
Im Oktober 2012 brachte Fender den Nate Mendel P-Bass heraus, seine persönliche Signaturbassgitarre.

## Diskographie

### Sunny Day Real Estate
- Diary (1994)
- LP2 (auch Sunny Day Real Estate) (1995)

### Foo Fighters
- The Colour and the Shape (1997)
- There Is Nothing Left to Lose (1999)
- One by One (2002)
- In Your Honor (2005)
- Echoes, Silence, Patience & Grace (2007)
- Wasting Light (2011)
- Sonic Highways (2014)
- Saint Cecilia (2015)
- Concrete and Gold (2017)
- Medicine at Midnight (2021)

### Juno
- A Future Lived in Past Tense (2001)

### The Fire Theft
- The Fire Theft (2003)

### The Jealous Sound
- A Gentle Reminder (2012)